# 中亚方孔钱币

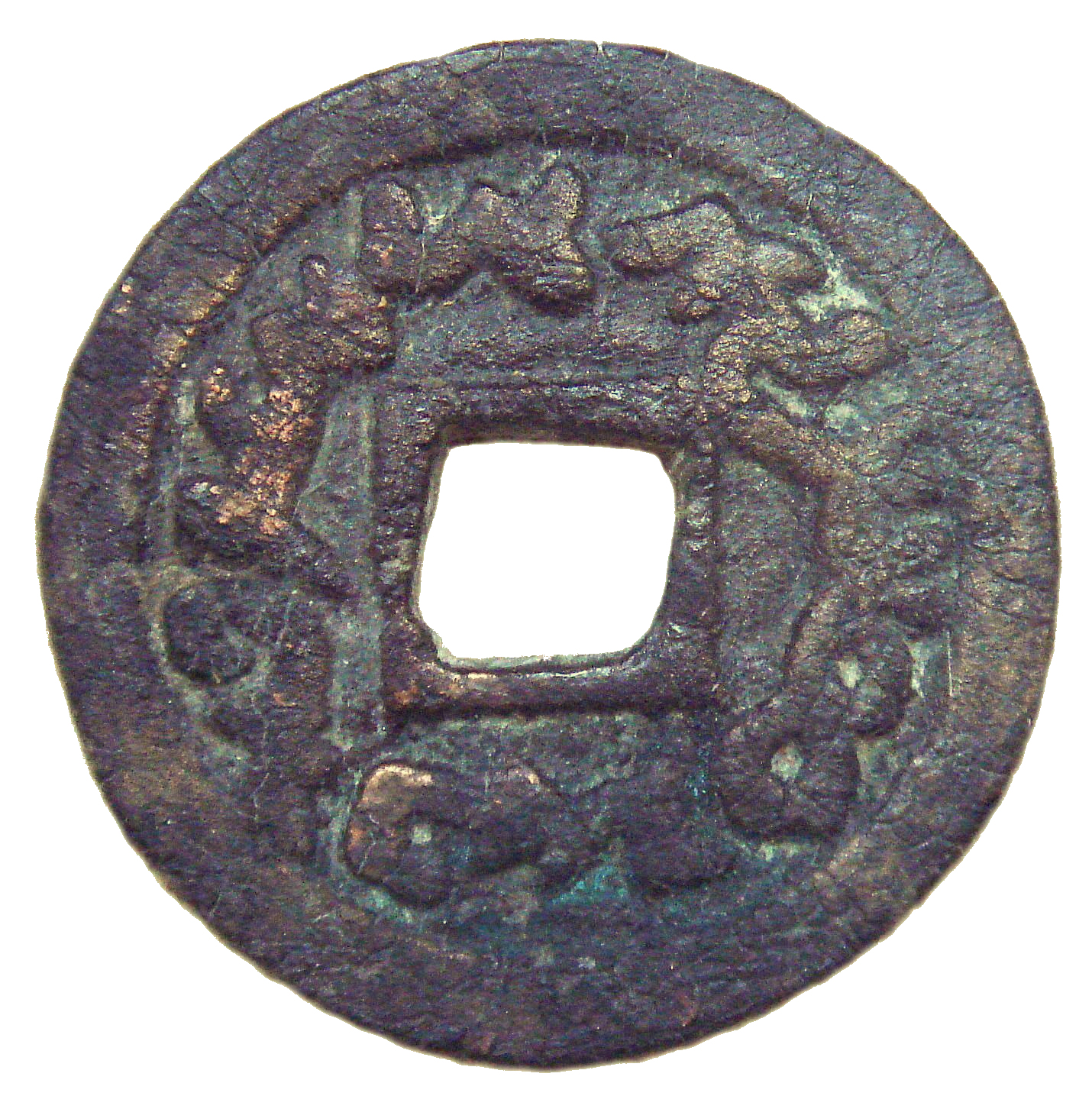
8世纪的粟特文方孔铜币，现藏于大英博物馆。

中亚方孔钱币，是公元3世纪上半叶至10世纪之间在中亚所铸造的地方货币，这些货币与从东亚输入来的或在中亚发行的货币不同，都是以异文或异、汉文并用作为钱文，采用中国圆形方孔钱币样式，不以通流于中、西亚等西方圆形无孔钱币作为币形。

## 中亚钱币
中亚所出土的地方方孔圆钱主要受两种中国货币所影响，即汉武帝于前118年开铸的「五铢」和唐高祖于621年开铸的「开元通宝」。

### 龟兹
「龟兹五铢」或称「汉龟二体」钱，为龟兹王室白氏开铸的方孔铜币，铸行于3世纪上半叶至7世纪初。公元91年班超废龟兹王尤利多，而另立曾在洛阳作侍子的白霸为国王，东汉遂任命班超为都护，并将西域都护府设在龟兹。「白」字有说为印度文献《摩诃婆罗多》中一个勇敢善战的英雄阿周那（义为白）的意译。唐朝初期，龟兹国王苏伐勃驶和其次子诃黎布失毕两人名字的共同组成部分，其音译也为白。在840年回鹘西迁至新疆以前，龟兹王室姓均姓白，后龟兹一地被回鹘人所占据才被阿尔泰化，故宋代史籍上的龟兹传，开头即点明龟兹本回鹘别种。
从西汉开始内地的五铢钱便流入新疆，如库车县苏巴什遗址出土的东汉五铢。龟兹五铢是仿照魏晋至南北朝的五铢钱制成的地方钱币。它与在丝路南道的古于阗国于2世纪通流的「和田马钱」或「田汉二体」钱不同，和田马钱与贵霜王朝的希腊文和佉卢文钱币相差无几，只是希腊文为汉文所取代，其币形为圆形无孔，币面上为马和骆驼图案及佉卢文国王的姓名，但用汉文记写铢的重量。龟兹五铢以红铜为主，也有黄铜制，圆形方孔，浇铸，广串，薄肉，皆有内外廓和狭缘，龟兹文和汉文合璧，龟兹文源于梵文，随佛教东渐而来。1920年以来英、法、德、日、俄等国的探险队在新疆发掘过，1986年发掘数量最多，共计10,000余枚。能分为三种不同的版式，即正面铸有龟兹文，光背，无汉文；正面铸有龟兹文和汉文，光背；正面铸龟兹文，背铸汉文，数量多，为双范合铸。汉文为汉篆五铢的字样，龟兹文为重量单位，其另一龟兹文是数词，1铢等于10个。
早期的龟兹五铢深受曹魏五铢的影响，可以说是仿曹魏五铢而铸，特点在汉文“五”宽肥，“铢”是直头“金”；外郭压一点钱文；广穿，面无内郭，面无内郭的龟兹五铢要早于有内郭者。曹魏五铢为魏明帝于227年开铸，是龟兹五株通流的上限时间。龟兹五铢通流的下限时间在621年唐朝废止五铢钱制后不久，尤其在640年平定高昌设安西都护府后。此外，龟兹还铸造过「无文小铜钱」，无轮廓、无文字、钱体轻小，外缘不规整，铸工窳劣，在新疆各地都有出土，遗址中同时伴有钱范。迄今为止，尚未发现有出土于两汉时期遗址或墓葬的小铜钱，通流时间为两晋历南北朝而终及隋唐。

### 粟特

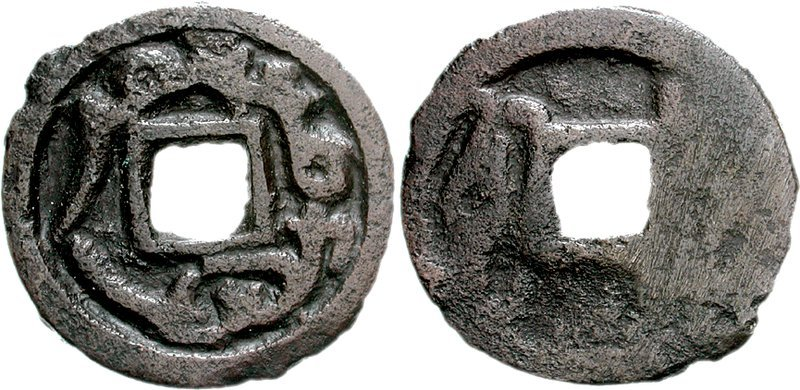
中亚康国国王所铸方孔钱。

粟特为中亚河中地区商贾民族，亦称昭武九姓，粟特铜币铸行于6世纪至8世纪中叶，但大部分出现于7世纪初以后，6世纪以前均为圆形无孔钱币。康国都城位于今乌兹别克共和国撒马尔罕，是粟特城邦国家的中心，王族对诸国也有宗主关系，具有政治优势地位。从北周至公元751年唐朝与阿拉伯怛罗斯之战以前，锡尔河和阿姆河之间的河中及以东地区，即粟特地区，始终深受中国内地的影响。
粟特钱币为苏联考古学家发掘和研究，塔吉克斯坦索格特州Panjakent（彭吉肯特）和撒马尔罕州Afrasiyab（阿弗拉西亚布）等遗址都有出土。在学术上以地区分四型的特点归类，即东、西、南粟特和布哈拉钱币，康国属东粟特币的范围。对方孔圆钱研究上则以康国王室所铸造的钱币为代表。粟特铜币分为两型，一汉粟二体钱，正面为汉文开元通宝，背面为粟特文、族徽或素背；二发现量最多，正面为粟特王徽、族标，背面为粟特文的王名、称号，学者以不同的粟特文和徽记分辨属哪位王铸币。据铜币铭文，康国王或称粟特王的铸币者可与汉史籍对上音韵的有8人，从隋末唐初的世失毕和屈术支，至咄曷王最后朝贡的记录754年止，即世失毕—屈术支—拂呼缦—笃婆钵提—泥涅师师—突昏—乌勒伽—咄曷，除此8个人外，其余康国王的名字尚不知道。据喀喇王朝学者奈赛斐（1068年—1142年）所著《撒马汗学人传》，阿拉伯人征服下产生的撒马尔罕王朝至少有13个国王。
钱币正面为常见的左右形纹饰和形纹饰，而一些上下则是形纹饰和形纹饰，后二者意义不明，形纹饰据说为撒马尔罕的粟特王族族徽，形纹饰是大夏地方强大氏族的族徽。有学者据对561年开铸的「北周布泉」（王莽币）和早期的粟特铜币进行比较，认为币正面上的王徽、族标原形为悬针篆（布泉）字形，因为粟特工匠在仿造过程中不识字体，币文越来越走向图案化、艺术化才逐渐形成后来的图纹，在撒马尔罕也出土过北周布泉。

### 突骑施
突骑施，原为西突厥十姓之一，突骑施钱铸行于7世纪末至8世纪上半叶。突厥前汗国并无钱币，钱币仅在其属国人民中使用，一直到突骑施时期才开始铸币。唐代铜币在新疆出土的数量和分布区域都远超汉代，大量铜币流入西域，导致的最直接后果，就是突骑施汗国对唐代铜币的仿铸。而七河地区，人口众多，物产丰富，又处于丝绸之路中段，因此作为经济交流中介手段的钱币，对突骑施人有着很大的重要性。
突骑施钱铭文是粟特文，背文符各异，形制仿制唐开元通宝，方孔圆形，材质精良，铸造规整，是唐代东西方文化交流的产物。不仅如此，据吐鲁番和敦煌出土的有关突骑施的文书，突骑施人还接受了唐代铜钱以贯和文为计值单位的货币量值方式。突骑施铜币最早被沙皇和德国考察队于1911年首次发现，后为两国语言学家和突厥学家研究，在七河地区的吉尔吉斯斯坦Ak Beshim（古碎叶城）和哈萨克斯坦江布尔州塔拉兹等地都有出土，在中国境内也有零星发现。突骑施钱颇为罕见，1953年苏联考古学家在Ak Beshim仅发掘到57枚，在此前后，其地地方陆续收集到39枚。学者对钱面的粟特文「突骑施可汗」译意无异议，其余的词组存有不同意见，一般译读为「神圣的突骑施可汗之钱」。背面的符标，也称作弓月纹或蛇形花纹，据说为突骑施黑姓部落的族徽，也有认为是古突厥文的变体。一些制作突骑施钱的工匠，巧妙地把形纹的下部设计在钱币内穿的外缘上，使之浑然一体；由于受圆形外廓的限制，其上部变成弧形，形似弓月。
突骑施钱铸行时间的上下限，贯穿于突骑施由兴起至衰亡的历史。有学者将突骑施钱概括总结为五型和三个铸行阶段，一型钱面铸有「突骑施可汗」铭文，钱背形符标，属苏禄时期，通流于716年至738年，发现量多，分布广泛；二、三型钱面铭文一致，背面符标、铭文各异，是苏禄被莫贺达干杀后，黄、黑两姓围绕汗位继承间题开展了激烈的斗争时期，反映了当时混乱局面；四、五型分别属黄姓首领娑葛与其父乌质勒突骑施钱，背面无形纹，四型背文有「托克马克王公」和「我来自十箭部族，的族徽下」，托克马克指碎叶，形纹一说为「帝」字的变形。也有学者认为突骑施钱是碎叶土著粟特工匠所铸造，铸行时间始于苏禄时期，结束于739年唐朝平定突骑施内乱之时。

### 回鹘

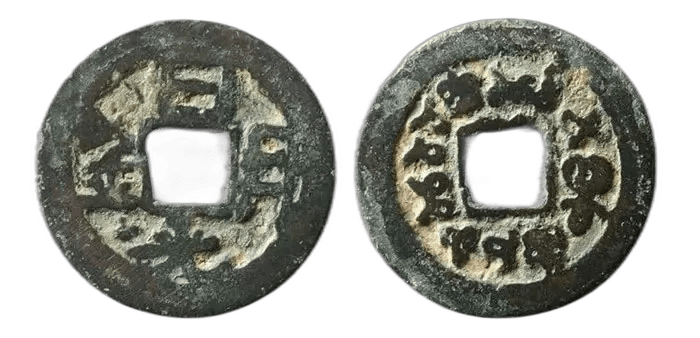
回鹘汗国铸「日月光金」钱，背书回鹘文。

回鹘钱是自匈奴、柔然、突厥等以来，漠北游牧帝国立国者最早铸造钱币的实例。币形仿开元通宝铸造，方孔圆形，钱文为回鹘文。回鹘最初在漠北兴起，840年遭黠戛斯人所破开始西迁，西迁的回鹘人，以西州（高昌，今新疆吐鲁番）为中心建立汗国，称为西州回鹘或高昌回鹘。西州在唐代是东西经济文化的相互交流地区，深受汉地货币文化影响，当地的市价以铜钱来计算。唐代铜钱具有在藩城流通和充当国际货币的职能，粟特与突骑施仿开元通宝的发行与流通，形制与唐钱形制上的划一性，在说明当时中国政治经济巨大影响的同时，也证明了市场、贸易和交易在其中起的巨大推动作用。
目前所知的回鹘铜币主要有三类，一为胡汉双语钱，钱面汉文顺序在解读上有「日光月金」或「日月光金」，背面是一圈胡文，一般认为是古突厥文的草体，铸币者始于保义可汗（821年卒）；二为双面回鹘文钱，面文一般译意为「阙·毗伽·卜古·回鹘天可汗」，背文为「奉王命颁行」，铸币者存有不同说法，有牟羽可汗（779年卒）、怀信可汗（805年卒）或西州回鹘可汗之说；三是单面回鹘文钱，面文一般译意为「奉亦都护之圣命准予通行」，无背文，铸币者有西州回鹘可汗或亦都护之说。大抵上回鹘铸币时间最晚不迟于10世纪中叶，最早在9世纪初。
回鹘钱的铸造量不清楚，据《册府元龟》记述「回鹘钱」在831年的发行量就有1,1400贯之多，有学者认为这里指的是唐钱，不是回鹘自铸的铜币。有关日月光金钱的背文，据研究，单词含义是「太阳·金星·光明·月亮·铜钱」，除了突厥词光明，其余为钵罗婆语、梵文和粟特语借词，学者一般认为与摩尼教七曜历有关，因为尊崇七星是摩尼教的一大特点。日月光金钱颇为罕见，2007年美国和蒙古国联合考古队在哈拉和林城遗址发掘出20多枚。双面回鹘文、单面回鹘文钱一般认为是西州回鹘铸行的钱币，虽双面回鹘文钱铸币者有争议。西州回鹘称可汗的时间为866年，一直到981年仍称可汗，随后改称亦都护，因此，亦都护主要为西州回鹘第二阶段统治者使用的称号，1209年西州回鹘被蒙古人改称畏兀儿。

## 币面符号
自秦「半两」钱问世（前306年）以来，中国铜钱币上就有星、月、四决纹、四出纹等记号，也是古钱形制特点值得注意的地方。铸星始于秦「半两」钱；铸月形、四决纹从西汉五铢钱（前118年）开始，星、月一直到明末「崇祯通宝」（1628年）上还有，四决纹似乎未出东汉，汉明帝至汉灵帝（57年—189年）东汉五铢钱有月纹，此时还有卍纹，但不多见；铸四出纹从东汉五铢钱（40年）开始，隋五铢（581年）以后已不具有四出纹。汉武帝（前140年—前87年）五铢钱面开始铸上、下半星，至王莽币（7年—23年）止，西汉五铢有面四决纹，至王莽币止，从至今钱币出土上看，东汉时已无此制；背四决纹开始于王莽时的「大泉五十」，西汉尚无此制。钱币上铸星、月等记号，是当时人有意的制作。这些记号在各朝的「五铢」钱上表现得最多样。
唐代「开元通宝」背上多铸有仰月纹，也有罕见的孕星、多星、祥云纹等，自中唐始大部分都铸有月纹。对于月纹来源的著述最早见于唐代学者郑虔著的《会粹》，此后常见于各朝钱币，特点是纹识更大更标准。此外，粟特铜币极少数铸币上有类似「开元通宝」的仰月纹，后期则有☪新月纹出现。新月纹最早与伊斯兰教并没有任何关系，直到15世纪逊尼派的奥斯曼帝国破君士坦丁堡以后，才从拜占庭引入作为旗帜，此后才渐渐成为伊斯兰教代表图案。